# Liste der Kulturdenkmale in Pforzheim
Die Liste der Kulturdenkmale in Pforzheim hat zum Ziel, die unbeweglichen Bau- und Kunstdenkmale der Stadt Pforzheim zu verzeichnen, die in der städtischen „Liste der Kulturdenkmale“ aufgeführt sind.
Bodendenkmale und bewegliche Denkmäler werden in dieser Liste nicht erfasst.
Die Liste ist aufgeteilt in Stadtteillisten.

## Stadtteillisten
- Oststadt
- Innenstadt
- Weststadt
- Südweststadt
- Au
- Südoststadt
- Buckenberg
- Nordstadt
- Brötzingen
- Dillweißenstein
- Würm
- Hohenwart
- Büchenbronn
- Huchenfeld
- Eutingen